# Henri-Jacques de Montesquiou
Pour les autres membres de la famille, voir Famille de Montesquiou.
Henri-Jacques de Montesquiou-Poylobon (17 janvier 1710, Balignac - 19 janvier 1777, Sarlat) est un prélat français, évêque de Sarlat.

## Biographie
Henri-Jacques de Montesquiou est le fils aîné de Melchior de Montesquiou, seigneur de Poylobon, marié le 18 juin 1706 avec Marguerite de la Mazerre.
Il a été curé de Poylobon et vicaire général de Saintes. Il est nommé abbé de Saint-Martial de Limoges en 1739. Il a obtenu ses bulles le 5 décembre 1740 et en a pris possession le 30 du même mois. Il est vicaire général de l'évêque de Limoges en 1740. Il se démet de l'Abbaye Saint-Martial de Limoges en 1751 au profit de son frère, Jean de Montesquiou, mort en 1784.
Il est nommé évêque de Sarlat le 3 mai 1747, et il est sacré dans l'abbaye Saint-Martial le 17 septembre par l'évêque de Limoges assisté des évêques de Périgueux et d'Angoulême. Il est député à l'Assemblée du clergé de France en 1755 sous le règne du roi Louis XV.
Il a restauré l'hôpital, le séminaire et le collège. Il a songé à confier le collège aux Jésuites, déjà menacés et sur le point d'être bannis. Il a donné à son diocèse une liturgie particulière, Breviarium Sarlatense.
Il a défendu les Jésuites dans une Instruction parue en 1764 et qui prétend réfuter le réquisitoire dressé par Joseph Omer Joly de Fleury, avocat général du Parlement de Paris. Un arrêt de la cour du parlement de Bordeaux, toutes chambres assemblées, pris le 19 février 1766, a ordonné que l'imprimé ayant pour titre : Instruction pastorale de Mgr l'évêque de Sarlat, au clergé séculier et régulier, et à tous les fidèles de son diocèse, datée de Sarlat le 28 novembre 1764, sera lacéré et brûlé par l'exécuteur de la haute justice.
Il est mort dans le palais épiscopal de Sarlat le 19 janvier 1777.